# 김호진 (1977년)
김호진(金湖振, 1977년 3월 12일~2024년 11월 3일)은 대한민국의 제12대 전라남도의원이다. 전라남도 나주시 출생이다.

## 학력
- 2005. 3.~2007. 10. 전남대학교 일반대학원 석사과정 환경공학과 1학년 제적

## 경력
- 더불어민주당 중앙당 노동대외협력국 부장
- 더불어민주당 전라남도당 전략기획국장
- 더불어민주당 전라남도당 선출직공직자평가위원
- 대통령직속 국가균형발전위원회 국민소통특별위원
- 전라남도의회 의정자문위원
- 더불어민주당 전남도당 정책실장
- 2022. 7.~2024. 11. 제12대 전라남도의회 의원
- 2022. 7.~2024. 7. 제12대 전라남도의회 전반기 보건복지환경위원회 부위원장
- 2022. 7.~2024. 7. 제12대 전라남도의회 전반기 예산결산특별위원회 위원
- 2023. 11.~2023. 11. 제12대 전라남도의회 댐환경특별위원회 부위원장
- 2024. 7.~2024. 11. 제12대 전라남도의회 후반기 기획행정위원회 위원

## 역대 선거 결과
| 실시년도 | 선거      | 대수 | 직책   | 선거구                | 정당         | 득표수   | 득표율          | 순위 | 당락 | 비고           |
| -------- | --------- | ---- | ------ | --------------------- | ------------ | -------- | --------------- | ---- | ---- | -------------- |
| 2022년   | 지방 선거 | 12대 | 도의원 | 전남 나주시 제1선거구 | 더불어민주당 | 12,564표 | \| \| 58.73% \| | 1위  |      | 초선, 민선 8기 |
|          | 58.73%    |      |        |                       |              |          |                 |      |      |                |